# Andrea Fabozzi
Andrea Fabozzi (Napoli, 1971) è un giornalista italiano, dal 2023 direttore del quotidiano il manifesto.

## Biografia
Laureato in economia e commercio, nel 1996 Fabozzi iniziò a lavorare come giornalista professionista per il quotidiano Liberazione, per poi passare ai settimanali La Rinascita della sinistra e Avvenimenti.
Nel 2001 entra a far parte del manifesto, giornale per il quale è stato inviato parlamentare, dirigente del settore relativo alla politica e caporedattore. Tra il 2019 e il 2021 è stato direttore della società cooperativa proprietaria del manifesto. Il 27 giugno 2023, durante l'assemblea elettiva composta dai lavoratori del quotidiano, Fabozzi ne è stato eletto direttore, in seguito alle dimissioni di Norma Rangeri e Tommaso Di Francesco.
Nel 2014 ha assunto la cattedra di professore a contratto di giornalismo internazionale e giornalismo per il turismo all'Università degli Studi "Suor Orsola Benincasa".